# Semёn Isaevič Tumanov
Semёn Isaevič Tumanov (in russo Семён Иса́евич Тума́нов?; Sinferopoli, 22 luglio 1921 – Mosca, 22 giugno 1973) è stato un regista sovietico.

## Filmografia parziale

### Regista
- Alёškina ljubov' (1960)
- Pavlucha (1962)
- Ko mne, Muchtar! (1964)
- Nikolaj Bauman (1967)
- Ljubov' Serafima Frolova (1968)